# Kirchheim in Schwaben
Kirchheim in Schwaben är en köping (Markt) i Landkreis Unterallgäu i Regierungsbezirk Schwaben i förbundslandet Bayern i Tyskland.
Köpingen ingår i kommunalförbundet Kirchheim in Schwaben tillsammans med kommunen Eppishausen.